# هیرویوکی ایشیدا
هیرویوکی ایشیدا (انگلیسی: Hiroyuki Ishida؛ زادهٔ ۳۱ اوت ۱۹۷۹) بازیکن فوتبال اهل ژاپن است.
از باشگاه‌هایی که در آن بازی کرده‌است می‌توان به باشگاه فوتبال جوهور دارالتعظیم، باشگاه فوتبال شیمیزو اس-پالس، باشگاه فوتبال توکیو وردی، باشگاه فوتبال ساگان توسو، و باشگاه فوتبال پرث گلوری اشاره کرد.